# الكداب (فلم)
الكداب هو فيلم دراما مصري من إخراج صلاح أبو سيف وبطولة محمود ياسين، ميرفت أمين، مديحة كامل، شويكار، سمير غانم وحمدي أحمد.

## نبذه
يجري حمدي تحقيق صحافي حول تحايل مدير مصنع نسيج شعبي في حصص الأقمشة الشعبية وتوريدها مقابل عمولات، وبعد نشر التحقيق أمام الرأي العام يحاول صاحب المصنع والعمال تعديل أقوالهم والضغط على حمدي لنشر تكذيب عن هذه المعلومات المنشورة.

## طاقم العمل
- محمود ياسين بدور محمود حمدي/إبراهيم زكي
- ميرفت أمين بدور درية
- مديحة كامل بدور ميرفت
- شويكار بدور عزيزة
- سمير غانم بدور عصام
- حمدي أحمد بدور مرزوق حسنين

## وصلات خارجية
- مقالات تستعمل روابط فنية بلا صلة مع ويكي بيانات